# NGC 2683
NGC 2683は、1788年2月5日にウィリアム・ハーシェルが発見した渦巻銀河である。Astronaut Memorial Planetarium and Observatoryは、UFO銀河という愛称を付けている。地球からはほぼ真横に見え、1600万光年から2500万光年離れている。410 km/sの速度で地球から、375 km/sの速度で銀河核から遠ざかっている。銀河の中心から来る赤方偏移した光は、NGC 2683の外腕のガスや塵のために黄色く見える。

## 特徴
これまで非棒状渦巻銀河だと考えられていたが、近年の研究は、実際は高い傾斜のために見えにくい棒を持った棒渦巻銀河であることが示唆されている。また、この銀河は、銀河系よりも小さくて暗く、中性水素や水素分子はほとんどなく、赤外線領域の光度は低く、これらは、星形成の速度が遅いことを示唆している。
NGC 2683は、また、球状星団が豊富で、銀河系の2倍の300個も持つ。